# Erdélyi Éva
Erdélyi Éva (Eger, 1943. szeptember 15. – Budapest, 1978. március 17.) úszó olimpikon és Eger városának egyik legeredményesebb sportolója.

## Pályafutása
Az Egri Dózsa SE úszónője volt. 1961 és 1965 között összesen tíz alkalommal szerepelt a magyar válogatottban. Az 1961-es San Remo-i olasz-magyar úszóviadalon aranyérmet szerzett, az országos bajnokságon pedig a 4×100 méteres női gyorsváltó tagjaként bronzérmes. 1962-ben a budapesti angol-magyar úszóviadalon, a 4×100 méteres női gyorsváltó tagjaként, első helyezést ért el. Ugyanebben az évben, Piesteritzben (Wittenberg) az NDK-Magyarország összecsapáson, 100 méteres gyorsúszásban aranyérmes volt.
1964-ben a magyar válogatott tagjaként részt vett az 1964. évi tokiói olimpián, ahol Erdélyi Éva, Túróczy Judit, Takács Katalin, Madarász Csilla összeállítású 4×100 méteres gyorsváltó tagjaként negyedik helyezést ért el.
Az olimpián való eredményes szerepléséért a Magyar Népköztársaság Sport Érdemérem ezüst fokozatát kapta.
Az 1965. évi budapesti Universiadén (az egyetemi sportolók számára, a International University Sports Federation által szervezett nemzetközi sportesemény) 4×100 méteres gyorsváltóban egy arany- és 100 méteres pillangóúszásban egy bronzérmet nyert.
Az egri Ho Si Minh Tanárképző  Főiskolán (jelenleg Eszterházy Károly Katolikus Egyetem)  magyar–történelem–testnevelés szakon tanári oklevelet szerzett, majd tanárként, később az egri Dobó István Vármúzeum muzeológusaként tevékenykedett.
Erdélyi Éva 1978-ban gázrobbanás során, tragikus körülmények között fiatalon vesztette életét.

## Emlékezete

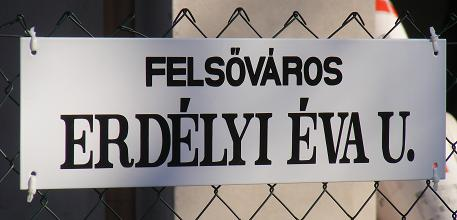
Erdélyi Éva utcatábla

- Az úszónőről nevezték el a Pro Agria Úszó-Emlékverseny négy emlékszámát mely az egri úszósport kiválóságairól emlékezik meg.
- 2010-ben Eger városa – a Felsőváros városrészben – utcát nevezett el Erdélyi Éváról.[4]

## Sporteredményei
- Olimpiai 4. helyezett (1964: 4×100 m gyorsváltó)
- Universiade-győztes (1965: 4×100 m gyorsváltó)
- Universiade 3. helyezett (1965: 100 m pillangó)
- Universiade 5. helyezett (1965: 100 m gyors)

## jegyzetek
1. ↑  PIM-névtér-azonosító. (Hozzáférés: 2020. június 13.)
2. ↑  Klaudia Kovacs: Klaudia Kovacs, Mini-Biography. IMDb.com/bio. (Hozzáférés: 2024. június 4.)
3. 1 2  Olympedia (angol nyelven), 2006
4. ↑  Beszélő utcanevek. [2013. július 27-i dátummal az eredetiből archiválva]. (Hozzáférés: 2013. május 6.)